# Acranthera tomentosa
Acranthera tomentosa är en måreväxtart som beskrevs av Robert Brown och Joseph Dalton Hooker. Acranthera tomentosa ingår i släktet Acranthera och familjen måreväxter.
Artens utbredningsområde är Assam (Indien). Inga underarter finns listade i Catalogue of Life.